# Голлістер (Оклахома)
Голлістер (англ. Hollister) — місто (англ. town) в США, в окрузі Тіллман штату Оклахома. Населення — 35 осіб (2020).

## Географія
Голлістер розташований за координатами 34°20′28″ пн. ш. 98°52′14″ зх. д. / 34.34111° пн. ш. 98.87056° зх. д. (34.341115, -98.870526).  За даними Бюро перепису населення США в 2010 році місто мало площу 0,63 км², уся площа — суходіл.

### Клімат
| Клімат : Голлістер    | Клімат : Голлістер | Клімат : Голлістер | Клімат : Голлістер | Клімат : Голлістер | Клімат : Голлістер | Клімат : Голлістер | Клімат : Голлістер | Клімат : Голлістер | Клімат : Голлістер | Клімат : Голлістер | Клімат : Голлістер | Клімат : Голлістер | Клімат : Голлістер |
| Показник              | Січ.               | Лют.               | Бер.               | Квіт.              | Трав.              | Черв.              | Лип.               | Серп.              | Вер.               | Жовт.              | Лист.              | Груд.              | Рік                |
| Середній максимум, °C | 10,3               | 13,5               | 18,7               | 24,4               | 28,6               | 33,3               | 36,5               | 35,8               | 30,6               | 24,9               | 17,5               | 11,6               | 23,8               |
| Середній мінімум, °C  | −4,1               | −1,8               | 3,0                | 9,3                | 13,9               | 19,1               | 21,7               | 20,8               | 16,6               | 9,9                | 3,3                | −2,3               | 9,1                |
| Норма опадів, мм      | 23                 | 33                 | 53                 | 58                 | 109                | 89                 | 53                 | 69                 | 91                 | 69                 | 41                 | 25                 | 713                |
| --------------------- | ------------------ | ------------------ | ------------------ | ------------------ | ------------------ | ------------------ | ------------------ | ------------------ | ------------------ | ------------------ | ------------------ | ------------------ | ------------------ |
| Джерело: weather.com  |                    |                    |                    |                    |                    |                    |                    |                    |                    |                    |                    |                    |                    |

## Демографія
Згідно з переписом 2010 року, у місті мешкало 50 осіб у 19 домогосподарствах у складі 12 родин. Густота населення становила 79 осіб/км².  Було 21 помешкання (33/км²).
Расовий склад населення:
| - 88,0 % — білих - 4,0 % — азіатів - 6,0 % — осіб інших рас |

До двох чи більше рас належало 2,0 %. Частка іспаномовних становила 26,0 % від усіх жителів.
За віковим діапазоном населення розподілялося таким чином: 36,0 % — особи молодші 18 років, 56,0 % — особи у віці 18—64 років, 8,0 % — особи у віці 65 років та старші. Медіана віку мешканця становила 36,5 року. На 100 осіб жіночої статі у місті припадало 100,0 чоловіків;  на 100 жінок у віці від 18 років та старших — 113,3 чоловіків також старших 18 років.
За межею бідності перебувало 69,2 % осіб, у тому числі 100,0 % дітей у віці до 18 років та 100,0 % осіб у віці 65 років та старших.
Цивільне працевлаштоване населення становило 3 особи. Основні галузі зайнятості: мистецтво, розваги та відпочинок — 66,7 %, публічна адміністрація — 33,3 %.